# Santa María Tacuro
Santa María Tacuro es una localidad del estado mexicano de Michoacán. Es parte del municipio de Chilchota.

## Toponimia
El nombre «Santa María» hace referencia a la santa patrona de la localidad: María de Nazaret. El nombre «Tacuro» proviene de los términos en purépecha: tacucuní, vestir con mantas; ro, locativo. Su significado es «Lugar donde visten con mantas».

## Demografía
| Gráfica de evolución demográfica |
|                                  |

| Censo | Población |
| ----- | --------- |
| 1900  | 377       |
| 1910  | 388       |
| 1921  | 345       |
| 1930  | 347       |
| 1940  | 445       |
| 1950  | 504       |
| 1960  | 652       |
| 1970  | 794       |
| 1980  | 1047      |
| 1990  | —         |
| 2000  | 1507      |
| 2010  | 2050      |
| 2020  | 1990      |